# Huang Shanshan
Dans ce nom chinois, le nom de famille, Huang, précède le nom personnel.
Huang Shanshan (née le 18 janvier 1986 à Fuzhou) est une gymnaste trampoliniste chinoise.

## Palmarès et classements

### Jeux olympiques
- Athènes 2004
  -  Médaille de bronze en trampoline.

- Pékin 2008
  - 14e en trampoline.

- Londres 2012
  -  Médaille d'argent en trampoline.